# يوكوسوكا (كاناغاوا)
يوكوسوكا (باليابانية: 横須賀市يوكوسوكا-شي) هي مدينة يابانية تقع في محافظة كاناغاوا. تقع هذه المدينة في مدخل خليج طوكيو في شبه جزيرة ميورا. يجاورها مدن يوكوهاما، ميورا، هاياما، وزوشي .
تأسست المدينة في 1 نوفمبر 1971.
يوجد في يوكوسوكا اليوم أحد أكبر الموانئ العسكرية في اليابان الذي يتشارك فيه كالبحرية الأمريكية والبحرية اليابانية.

## توأمة
ليوكوسوكا (كاناغاوا) اتفاقيات توأمة مع كل من:
- بريست (1970 - )
- كوربوس كريستي
- ميدواي [الإنجليزية]‏
- City of Fremantle [الإنجليزية]‏

## أعلام
- جونيتشيرو كويزومي
- جونيا إيتو
- شوهي تيرادا
- جو ياماناكا
- ناوهيرو إيشيكاوا

## وصلات خارجية
- الموقع الرسمي للمدينة
- موقع قاعدة البحرية الأمريكية في يوكوسوكا